# Алексеевка (Кинель-Черкасский район)
Алексеевка — упразднённый в 1988 году посёлок Мухановского сельского совета Кинель-Черкасского района Самарской области. Ныне микрорайон города Отрадный.

## География
Село расположено у озёр Муровое, Большой Лиман, Лопатное, Океанчик и др. и с востока сливается с пос. Осиновка.
Есть Алексеевское кладбище.
Климат
резко континентальный, морозная зима, тёплое лето.

## История
Алексеевка возникла в 1890-годы и носит имя первого поселенца — Алексея Николаевича Трифонова (1871—1967), выходца из состоятельной черновской семьи. Первоначально однодворовое селение стояло на реке Кинель, затем, из-за весенних затоплений, перенесена в начало современной улицы Алексеевской. Это селение было названо Океан, озеро около него стали называть Океанчик. Затем из Черновки перебрались братья Алексея Трифонова Григорий, Степан и сестра Прасковья. У Алексея было четверо детей: сыновья Иван, Андрей, Александр и дочь Пелагея..
В 1988 году Алексеевка вошла в состав Отрадного (Решение Самарского облисполкома № 100 от 9 марта 1988 года «О включении в состав города Отрадный посёлков Осиновка, Алексеевка и Степана Разина Мухановского сельского совета Кинель-Черкасского района»).
Светлана Александрова в статье «Окрестные села» (газ. Вестник города Отрадного, № 41, 13.06.2019) отмечает: «Благодаря вхождению в черту Отрадного Осиновки, Васильевки, Привета, Алексеевки, Степана Разина, город сумел набрать численность населения свыше пятидесяти тысяч».

## Транспорт
Автобус маршрута № 4.